# Plaza Ramón J. Cárcano (Buenos Aires)

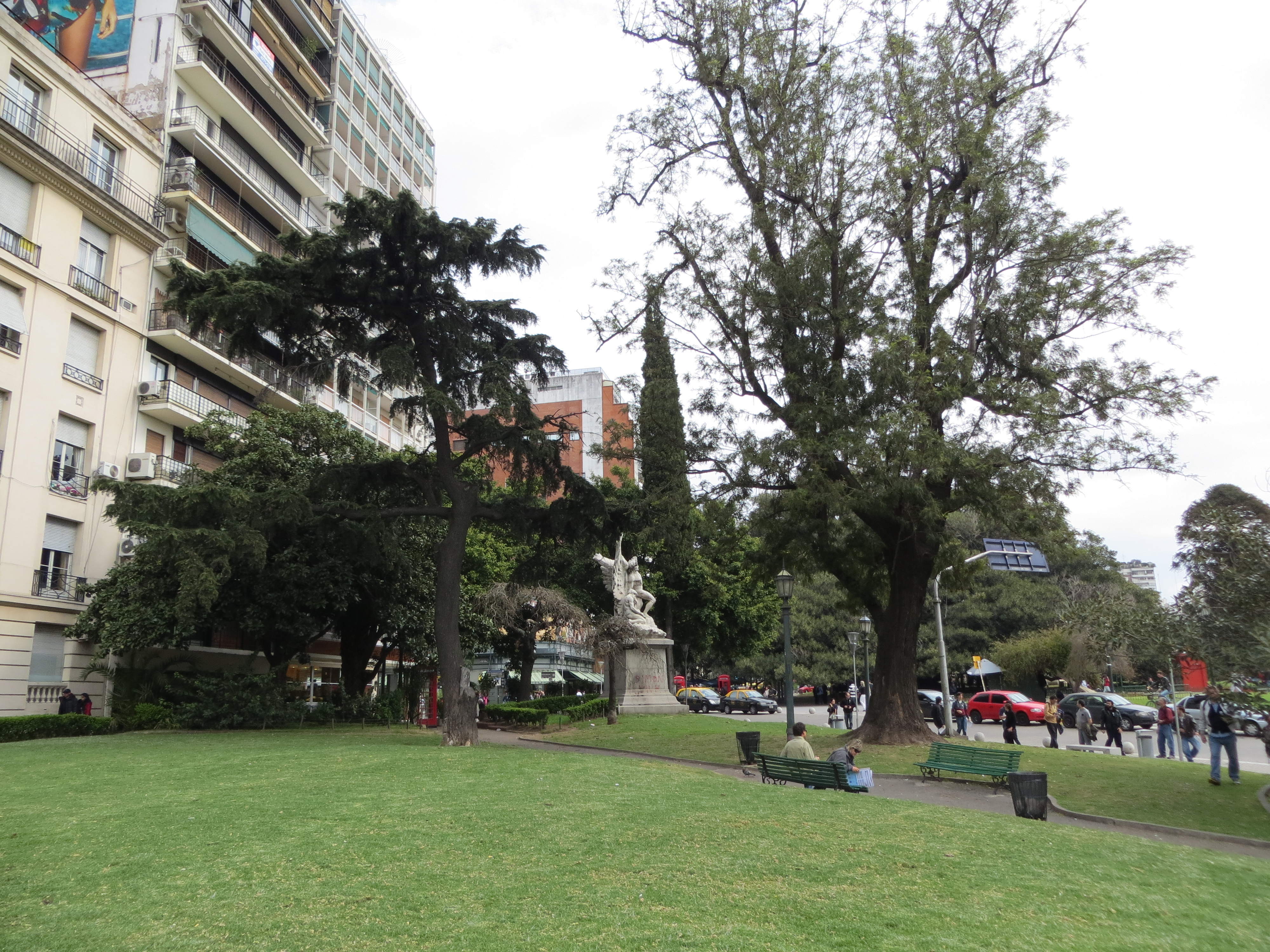
Vista del sector oeste de la Plaza Ramón J. Cárcano. Se aprecia el monumento a Falcón.

La Plaza Ramón J. Cárcano es un espacio verde del barrio de la Recoleta de la ciudad de Buenos Aires, Argentina, que forma parte del tradicional Paseo de la Recoleta. Está delimitada por la Avenida Presidente Quintana, la Avenida Alvear, y las calles Presidente Ortiz y Presidente Haedo. Recibió esa denominación en 1967 en homenaje a Ramón José Cárcano, político conservador de extensa trayectoria que llegó a ser gobernador de la Provincia de Córdoba. Inicialmente la plaza recibió límites imprecisos, que fueron corregidos por una ordenanza apenas tres meses más tarde. En un primer momento, el espacio abarcaba también a la actual Plaza Juan XXIII, hasta que en 1975 fueron definidos sus límites.
La plaza está insertada dentro de la zona generalmente conocida como Plaza Francia. Limita al suroeste con la ya mencionada Juan XXIII, al oeste con la Plaza Intendente Alvear y al noreste con la Plaza San Martín de Tours. La calle Ortiz se integra en el lateral este de la plaza como sendero peatonal entre las avenidas Alvear y Quintana.
En su margen suroeste, hacia la intersección de Quintana y Haedo, se ubica desde 1918 un grupo escultórico en mármol de Carrara blanco del artista Alberto Lagos en homenaje a Ramón Falcón, jefe de la Policía de la Capital conocido por sus métodos represivos y célebre por haber sido asesinado por el militante anarquista Simón Radowitzky en 1909. Dos figuras, la Fatalidad y la Gloria, representan a Falcón y a su joven ayudante Juan Alberto Lartigau, también víctima del atentado.

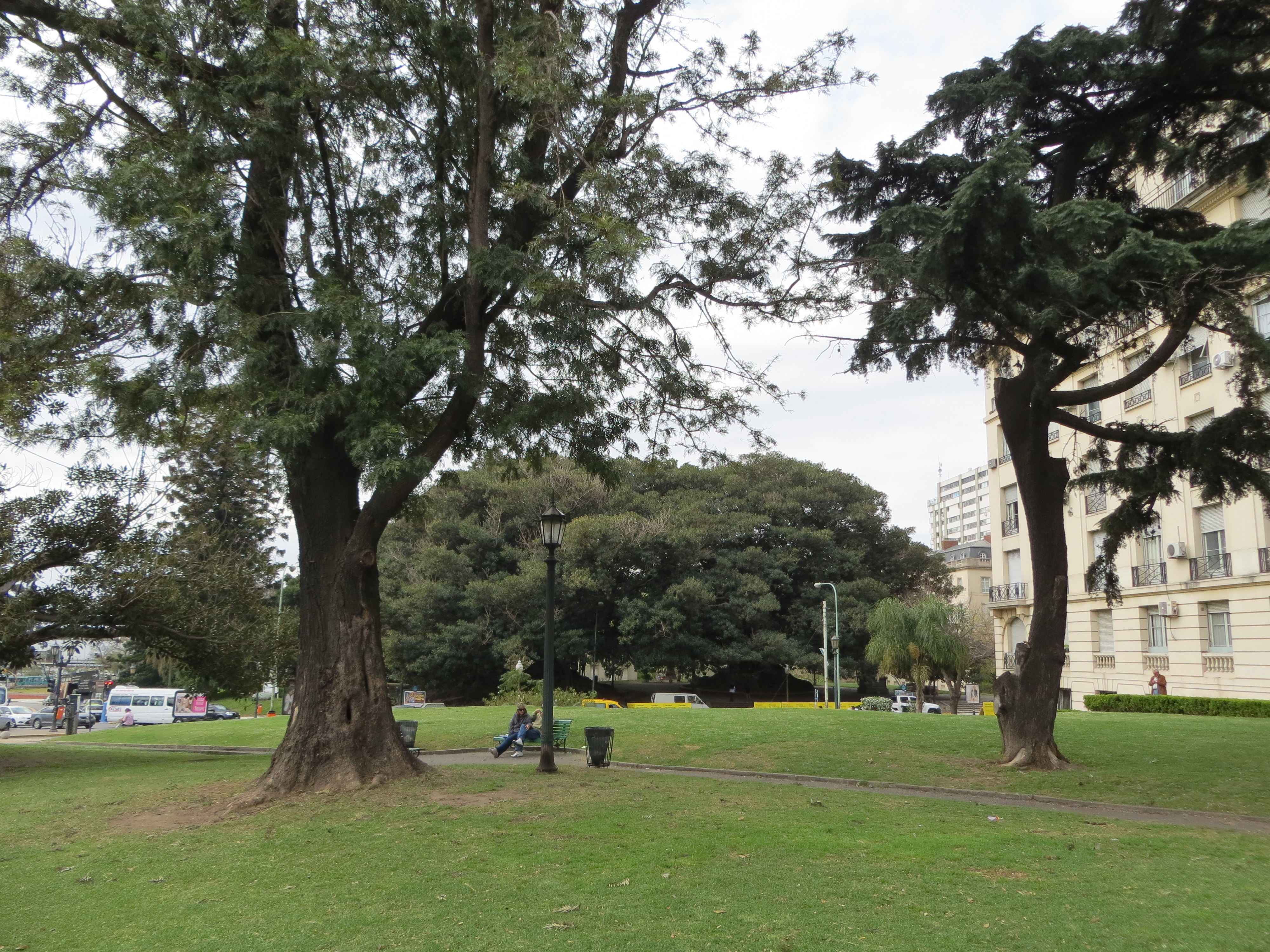
Panorámica del sector este de la plaza.